# Grieks esparcetteblauwtje
Het Grieks esparcetteblauwtje (Polyommatus aroaniensis) is een vlinder uit de familie Lycaenidae (kleine pages, vuurvlinders en blauwtjes). 

## Verspreiding en leefgebied
Het Grieks esparcetteblauwtje komt voor in Griekenland en zeldzaam in Bulgarije en leeft op hoogten tussen 400 en 2000 meter. 

## Leefwijze
De waardplant van de rupsen is Onobrychis arenaria.